# Rainy night
『rainy night』（レイニー・ナイト）は、藤重政孝の5枚目のシングル。1995年5月17日に EMIミュージック・ジャパンからリリース。

## 解説
TBS系『ジューン・ブライド』挿入歌。最大のヒット作となった。

## 収録曲
作詞：藤重政孝　作曲・編曲：野中則夫
1. rainy night
2. 翼
3. rainy night (inst.)